# 傷害罪
傷害罪（しょうがいざい）は、人の身体を害する傷害行為を内容とする犯罪であり、広義には刑法第2編第27章に定める傷害の罪（刑法204条～刑法208条の2）を指し、狭義には刑法204条に規定されている傷害罪を指す。

## 概要

### 保護法益
本罪の保護法益は人の身体の安全である。

### 故意犯

#### 暴行とその結果の関係
傷害罪は故意犯であり、傷害の結果を意図して暴行を加え、よって傷害の結果が発生した場合に傷害罪が適用されることは議論の余地はない。しかし、相手方に故意に暴行を加えたところ、意図しない結果として傷害の結果が発生した場合が問題になる。
傷害罪は故意犯であると同時に、暴行罪を基本犯とする結果的加重犯も含む。このような解釈は条文の文言上からはあきらかではないため、「明文なき過失犯」と呼ばれる。
このことから、暴行の故意で傷害結果を発生させ、さらに人を死亡させた場合には、後述の傷害致死罪に該当することになる。

#### 傷害罪の未遂の問題
傷害罪の未遂を処罰する規定はない。しかし有形力の行使ではある。従って、傷害の故意で傷害の結果が発生しなかった場合、犯罪不成立と考えられなくもないが、判例・通説は、暴行や脅迫を手段として用いた場合には暴行罪や脅迫罪が成立するとしている（大判昭和4年2月4日刑集8巻41頁）。一方、それらの行為によらず、無形力の行使である場合には、傷害の故意があっても犯罪不成立となる。

### 法定刑の引き上げ
刑法等の一部を改正する法律（平成16年法律第156号）により、従来の法定刑が次のように改められた。改正法は平成17年1月1日に施行。
傷害罪（204条）
「十年以下の懲役又は三十万円以下の罰金若しくは科料」が「十五年以下の懲役又は五十万円以下の罰金」に。
傷害致死罪（205条）
「二年以上の有期懲役」が「三年以上の有期懲役」に。
危険運転致死傷罪（208条の2第1項）
「十年以下の懲役」が「十五年以下の懲役」に。
なお、傷害致死罪および危険運転致死罪は裁判員の参加する裁判の対象である。

## 傷害罪（狭義）

### 行為
本罪の実行行為は「傷害」である。

#### 傷害の意義
「傷害」とはどのような行為を意味するのかについて、身体の完全性を害することであるとする説（完全性毀損説）と、生理機能や健康状態を害することであるとする説（生理機能障害説）が対立している。
両説は生理機能障害説が人の生理機能を害するような場合に限定するべきだとするのに対し、完全性毀損説が生理機能の障害はもとより、身体の外貌に重大な変化を生じさせたような場合にも傷害とするべきであるとする点で異なっている。具体的なケースでは、人の毛髪を切った場合に、完全性毀損説では傷害となり、生理機能障害説では傷害とならないという違いがある。
判例には女性の頭髪を根元から切った事件に関して、直ちに健康状態の悪化をもたらすものではないと述べて傷害罪を否定し暴行罪の成立を認めたものがある（大判明治45年6月20日刑録18輯896頁）。
どちらの説に立った場合でも、めまいや吐き気を生じさせたときや、長い時間失神させたときには傷害と考えられる。
なお、傷害罪における「傷害」の意味と、強盗致傷罪や強姦致傷罪における「傷害」の意味は同じではなく、後者ではより重大なものに限るべきだとする学説もあるが、判例はこれを否定する立場に立つとされている。また、傷害罪の客体は人に限られる。動物に対しては器物損壊罪、動物愛護法違反が適用されることとなる。

#### 暴行によらない傷害
ふつう傷害の事件では、暴行によって生じるが、暴行によらない無形力の傷害が生じる事件も発生している。
裁判所が肯定した判例としては、
1. 嫌がらせ電話をかけ続けて精神を衰弱させた事件（東京地方裁判所・昭和54年8月10日・判時943号122頁）
2. 性病を感染させた事件（大判・明治44年4月28日・刑録17輯712頁）

がある。（→メイル・レイプ#法律も参照されたい）

### 客体
本罪の客体は「人」であり、行為者以外の自然人を指す。（※ただし、脅迫による自傷強要のように、被害者自身を道具として用いる場合、直接の行為者と客体は同じ者になりうる。）

#### 自傷行為
「人」とは行為者以外の他人を意味するので、自分で自分の体を傷つける自傷行為（リストカットなど）を行っても処罰されることはない。
また、自殺の関与が自殺関与・同意殺人罪として処罰されるのに対し、自傷行為の関与についてはそのような規定はない。
ただし、暴行や脅迫により抗拒不能の状態になった被害者自身によって、被害者自身の身体の傷害行為を行わせている場合、脅迫等を行った者には傷害の間接正犯が成立し、処罰の対象となる。

#### 同意傷害
それでは、被害者が傷害に同意している場合には一律に処罰されないのか、という点が問題となる。
学説は、行為の社会的相当性によって判断する説、同意があれば基本的に違法ではないが生命に危険を生じるような傷害については違法とする説、同意傷害の場合には一律に違法性を欠くとする説などに分かれる。
判例は、保険金を詐取する目的で仲間と共謀して交通事故を起こし仲間に傷害を与えた事件で、保険金を詐取するという違法な目的のための同意は社会的に相当とはいえないので、傷害罪が成立するとした（最決昭和55年11月13日刑集34巻6号396頁）。

#### 胎児傷害
本罪の客体に関連して胎児に対する傷害をどう考えるかという問題がある。
胎児に対する傷害は堕胎罪には該当しないし、さらに傷害罪の客体でもないとすると、胎児の身体が保護されないことになるからである。
これに似た問題が裁判で争われた胎児性水俣病の事件で最高裁は、胎児を母体の一部と捉え、「人」（母親）の身体の一部に危害を加えることによって、生まれてきた「人」（胎児が生まれてきた後の人）を死亡させたのだから、業務上過失致死罪が成立するとした（最決昭和63年2月29日刑集42巻2号314頁）。
これは胎児を母体の一部とした上で、母親と生まれてきた子供をともに「人」として符合させるという捉え方であるが（錯誤における法定的符合説を参照）、このような構成には批判も多く、こういったケースでは胎児に対する傷害ではなく、母親に対する傷害罪を考えればよいと主張する学説や、胎児が生まれてきた後の人についての傷害罪を考えればよいと主張する学説、法改正しない場合には不可罰であるとする学説などがある。

### 法定刑
法定刑は、15年以下の拘禁刑又は50万円以下の罰金。平成17年の刑法改正により法定刑が引き上げられた（後述）。
銃や刀剣を用いて傷害を行った場合などには暴力行為等処罰ニ関スル法律によって重く処罰されるとされているが、平成17年刑法改正時にこの法律は改正されておらず、傷害罪の加重類型は長期が15年と、長期については実質に加重されない状況となっている。

## 傷害致死罪
身体を傷害し、よって人を死亡させた場合には傷害致死罪となる（刑法205条）。法定刑は3年以上の有期拘禁刑。
死の結果について故意がない点で殺人罪と異なり、傷害の故意（前述のように暴行の故意を含む）がある点で過失致死罪と異なる。

## 現場助勢罪
傷害罪又は傷害致死罪が行われるに当たって、現場において勢いを助けた者は、自ら人を傷害しなくても現場助勢罪として処罰される（刑法206条）。法定刑は1年以下の拘禁刑又は10万円以下の罰金もしくは科料。
助勢行為とは、野次馬がはやし立てる行為など、傷害の行為者の勢いを高める行為を言う。判例は、特定の者の傷害行為を助勢した場合は、特定の者を正犯とし、助勢した者を従犯（幇助犯）としている（大判昭和2年3月28日刑集6巻118頁）が、学説の多くはこれを批判している。

## 暴行罪
暴行を加えた者が人を傷害するに至らなかったときは暴行罪が成立する（刑法208条）。

## 危険運転致死傷罪
危険運転致死傷罪とは、アルコール又は薬物の影響により正常な運転が困難な状態で自動車を走行させる行為、その進行を制御することが困難な高速度で、又はその進行を制御する技能を有しないで自動車を走行させる行為、人又は車の通行を妨害する目的で、走行中の自動車の直前に進入し、その他通行中の人又は車に著しく接近し、かつ重大な交通の危険を生じさせる速度で自動車を運転し、よって人を死傷させる行為、赤色信号又はこれに相当する信号を殊更に無視し、かつ重大な交通の危険を生じさせる速度で自動車を運転する行為のいずれかの行為によって人を死傷させる罪である（自動車の運転により人を死傷させる行為等の処罰に関する法律2条。元々は平成13年刑法改正により刑法208条の2に新設されたものだった）。

## 凶器準備集合及び結集罪
凶器準備集合罪は2人以上の者が他人の生命、身体又は財産に対し共同して害を加える目的で集合した場合において、凶器を準備して又はその準備があることを知って集合する罪である（刑法208条の3第1項）。また、凶器準備結集罪とは、凶器を準備して又はその準備があることを知って人を集合させる罪である（刑法208条の3第2項）。昭和33年刑法改正により新設。

## 同時傷害の特例
刑法207条には、「2人以上で暴行を加えて人を傷害した場合において、それぞれの暴行による傷害の軽重を知ることができず、又はその傷害を生じさせた者を知ることができないときは、共同して実行した者でなくても、共犯の例による。」という特例が規定されている。
これは、暴行を加えた複数人が「共同して実行した者」ではないときに適用される。本来であれば、複数人がそれぞれ意思の疎通なくたまたま同時に犯罪を行った場合には同時犯となり、自分の行為から発生した結果についてのみ責任を負うのであるが、同時傷害に限っては、そのような複数人を同時犯ではなく共犯（共同正犯）として扱うという趣旨であり、それぞれが与えた暴行と発生した結果との因果関係を個別に証明することが困難であることを理由に一律に共犯として扱うという政策的な規定である。
なお、初めから複数人の間に意思の疎通があって共同して暴行を実行した場合には、この規定を経ることなく単純に共同正犯として扱われる。
これにより、他者と意思疎通なく同時に暴行を加えて傷害結果を発生させた者が傷害罪としての処罰を免れるためには、傷害結果が自分の暴行から発生したものではないことを立証する責任を負う（挙証責任の転換）。これについて、刑事訴訟法の「疑わしきは被告人の利益に」の原則に反し、延いては憲法に違反し、妥当を欠くという批判がある。
この規定が傷害罪だけに適用されるのか、傷害致死罪などにも適用されるのかについて学説の争いがある。判例は傷害致死罪への適用を認めている（最判昭和26年9月20日刑集5巻10号1937頁）が、批判がある。

## 尊属傷害致死罪の削除
尊属に対する傷害致死を加重処罰する尊属傷害致死罪が刑法205条2項に規定されていたが、尊属殺人罪の違憲判決が出たことから、平成7年の刑法改正に伴い他の尊属規定とともに削除された。
ちなみに、尊属傷害致死罪の法定刑は、無期又は3年以上の懲役であった。